# バルボラ・ストリコバ
バルボラ・ストリコバ（Barbora Strýcová, 1986年3月28日 - ）は、チェコ・プルゼニ出身の女子プロテニス選手。これまでにWTAツアーでシングルス2勝、ダブルス23勝を挙げている。自己最高ランキングはシングルス16位、ダブルス1位。身長164cm、体重60kg。右利き、バックハンド・ストロークは両手打ち。2007年から2015年までは夫の姓を併用してバルボラ・ザフラボバ・ストリコバ（Barbora Záhlavová Strýcová ,チェコ語発音: [ˈbarbora ˈzaːɦlavovaː ˈstriːtsovaː] ）と名乗っていた。チェコ語での発音は「ストリーツォヴァー」である。

## 来歴
ストリコバは4歳からテニスを始める。2002年と2003年の全豪オープンのジュニアシングルスで優勝し2003年にプロに転向。
2003年ウィンブルドン選手権で予選を勝ち上がり4大大会に初出場した。1回戦でタチアナ・ペレビニスに 4-6, 7-5, 9-11 で敗れている。
2004年のアテネ五輪でオリンピックにも初出場した。1回戦で金メダルを獲得したジュスティーヌ・エナンに 3-6, 4-6 で敗れた。
2007年に自身のコーチのヤコブ・ザフラバ（Jakub Zahlava）と結婚し、結婚後は夫の姓を併用してバルボラ・ザフラボバ・ストリコバと名乗るようになった。
ストリコバはシングルスよりもダブルスの活躍が多い。2010年9月の東レ パン・パシフィック・オープン・テニストーナメントではイベタ・ベネソバと組んだダブルスで決勝に進出し、シャハー・ピアー&彭帥組を 6–4, 4–6, [10–8] で破り優勝した。2011年全米オープンでもベネソバと組みベスト8に進出している。
シングルスでのストリコバは2011年9月のケベック・シティー大会の決勝でマリナ・エラコビッチを 4–6, 6–1, 6–0 で破りツアー初優勝を果たした。
2014年ウィンブルドン選手権では、2回戦で第32シードのエレーナ・ベスニナを 6-4, 6-2、3回戦で第2シードの李娜を 7-6(5), 7-6(5) 、4回戦では第16シードのキャロライン・ウォズニアッキを 6-2, 7-5 で破り4大大会のシングルスで初めてベスト8に進出した。準々決勝ではチェコの後輩で優勝したペトラ・クビトバに 1-6, 5-7 で敗れた。
2014年全米オープンではクルム伊達公子と組んだダブルスで4大大会で自己最高となるベスト4に進出した。2015年全豪オープンでもミハエラ・クライチェクと組みダブルスでベスト4に進出している。
ストリコバは2012年10月のBGLルクセンブルク・オープンで食欲抑制作用のある薬物に陽性反応を示し、ドーピング違反で6カ月の資格停止処分を受けている。
ストリコバは2015年に離婚し旧姓表記に戻している。
2016年8月のリオ五輪で12年ぶりのオリンピックに出場した。シングルスでは2回戦でサラ・エラニに敗れた。ルーシー・サファロバと組んだダブルスでは準決勝でロシアのエカテリーナ・マカロワ&エレーナ・ベスニナ組に 6-7(7), 4-6 で敗れたが、3位決定戦で同じチェコのアンドレア・フラバーチコバ&ルーシー・ハラデツカ組を 7-5, 6-1 で破り銅メダルを獲得した。
2019年ウィンブルドンではシングルスでベルテンスやコンタといったシード選手を続々と破り、初のベスト4に進出すると、ダブルスでも謝淑薇とのコンビで決勝進出を果たした。

## WTAツアー決勝進出結果

### シングルス: 8回 (2勝6敗)
| 大会グレード                  |
| ----------------------------- |
| グランドスラム (0–0)          |
| WTAファイナルズ (0–0)         |
| プレミア・マンダトリー (0–0)  |
| プレミア5 (0-0)               |
| WTAエリート・トロフィー (0-0) |
| プレミア (0–3)                |
| インターナショナル (2–3)      |

| 結果   | No. | 決勝日         | 大会               | サーフェス    | 対戦相手               | スコア        |
| ------ | --- | -------------- | ------------------ | ------------- | ---------------------- | ------------- |
| 準優勝 | 1.  | 2010年7月18日  | プラハ             | クレー        | アグネシュ・サバイ     | 2–6, 6–1, 2–6 |
| 優勝   | 1.  | 2011年9月18日  | ケベック・シティー | ハード (室内) | マリーナ・エラコビッチ | 4–6, 6–1, 6–0 |
| 準優勝 | 2.  | 2012年7月15日  | パレルモ           | クレー        | サラ・エラニ           | 1–6, 3–6      |
| 準優勝 | 3.  | 2014年6月15日  | バーミンガム       | 芝            | アナ・イバノビッチ     | 3–6, 2–6      |
| 準優勝 | 4.  | 2014年10月19日 | ルクセンブルク     | ハード (室内) | アニカ・ベック         | 2–6, 1–6      |
| 準優勝 | 5.  | 2016年2月20日  | ドバイ             | ハード        | サラ・エラニ           | 0–6, 2–6      |
| 準優勝 | 6.  | 2016年6月19日  | バーミンガム       | 芝            | マディソン・キーズ     | 3–6, 4–6      |
| 優勝   | 2.  | 2017年10月15日 | リンツ             | ハード (室内) | マグダレナ・リバリコバ | 6–4, 6–1      |

### ダブルス: 39回 (23勝16敗)
| 大会グレード          | 大会グレード                 |
| 2008年以前            | 2009年以後                   |
| --------------------- | ---------------------------- |
| グランドスラム (0–0)  |                              |
| WTAファイナルズ (0–0) |                              |
| ティア I (0–0)        | プレミア・マンダトリー (2-1) |
| ティア I (0–0)        | プレミア5 (2-3)              |
| ティア II (1–0)       | プレミア (6–2)               |
| ティア III (0–1)      | インターナショナル (10–7)    |
| ティア IV ＆ V (2–3)  | インターナショナル (10–7)    |

| 結果   | No. | 決勝日         | 大会                 | サーフェス    | パートナー                             | 対戦相手                                              | スコア              |
| ------ | --- | -------------- | -------------------- | ------------- | -------------------------------------- | ----------------------------------------------------- | ------------------- |
| 準優勝 | 1.  | 2005年2月20日  | ボゴタ               | クレー        | ルボミラ・クルハイツォバ               | エマヌエル・ガリアルディ ティナ・ピスニック           | 4–6, 3–6            |
| 優勝   | 1.  | 2005年5月1日   | ワルシャワ           | クレー        | タチアナ・ペレビニス                   | クラウディア・ヤンス アリシア・ロソルスカ             | 6–1, 6–4            |
| 優勝   | 2.  | 2005年5月8日   | ラバト               | クレー        | エミリー・ロワ                         | ルルド・ドミンゲス・リノ ヌリア・リャゴステラ・ビベス | 3–6, 7–6(6), 7–5    |
| 準優勝 | 2.  | 2005年5月15日  | プラハ               | クレー        | エレナ・コスタニッチ                   | ニコル・プラット エミリー・ロワ                       | 7–6(6), 4–6, 4–6    |
| 準優勝 | 3.  | 2006年1月2日   | オークランド         | ハード        | エミリー・ロワ                         | エレーナ・リホフツェワ ベラ・ズボナレワ               | 3–6, 4–6            |
| 準優勝 | 4.  | 2008年1月6日   | オークランド         | ハード        | マルチナ・ミュラー                     | リリア・オスターロー マリヤ・コリャツェワ             | 3–6, 4–6            |
| 優勝   | 3.  | 2008年8月3日   | ストックホルム       | ハード        | イベタ・ベネソバ                       | ペトラ・チェトコフスカ ルーシー・サファロバ           | 7–5, 6–4            |
| 準優勝 | 5.  | 2009年3月8日   | モンテレイ           | ハード        | イベタ・ベネソバ                       | マラ・サンタンジェロ ナタリー・ドシー                 | 3–6, 4–6            |
| 準優勝 | 6.  | 2009年7月13日  | プラハ               | クレー        | イベタ・ベネソバ                       | カテリナ・ボンダレンコ アリョーナ・ボンダレンコ       | 1–6, 2–6            |
| 優勝   | 4.  | 2009年9月14日  | ケベックシティ       | ハード (室内) | バニア・キング                         | ソフィア・アルビドソン セベリーヌ・ブレモン           | 6–1, 6–3            |
| 優勝   | 5.  | 2009年10月25日 | ルクセンブルク       | ハード (室内) | イベタ・ベネソバ                       | ブラディミラ・ウーリロバ レナタ・ボラコバ             | 6–1, 0–6, [10–7]    |
| 優勝   | 6.  | 2010年2月14日  | パリ                 | ハード (室内) | イベタ・ベネソバ                       | カーラ・ブラック リーゼル・フーバー                   | 不戦勝              |
| 優勝   | 7.  | 2010年2月28日  | アカプルコ           | クレー        | ポロナ・ヘルツォグ                     | サラ・エラニ ロベルタ・ビンチ                         | 2–6, 6–1, [10–2]    |
| 優勝   | 8.  | 2010年3月7日   | モンテレイ           | ハード        | イベタ・ベネソバ                       | アンナ＝レナ・グローネフェルト バニア・キング         | 3–6, 6–4, [10–8]    |
| 準優勝 | 7.  | 2010年7月10日  | ボースタード         | クレー        | レナタ・ボラコバ                       | ヒセラ・ドゥルコ フラビア・ペンネッタ                 | 6–7(0), 0–6         |
| 準優勝 | 8.  | 2010年9月19日  | ケベックシティ       | ハード (室内) | ベサニー・マテック＝サンズ             | ソフィア・アルビドソン ヨハンナ・ラーション           | 1–6, 6–2, 6–10      |
| 優勝   | 9.  | 2010年10月2日  | 東京                 | ハード        | イベタ・ベネソバ                       | シャハー・ピアー 彭帥                                 | 6–4, 4–6, [10–8]    |
| 優勝   | 10. | 2010年10月7日  | リンツ               | ハード (室内) | レナタ・ボラコバ                       | クベタ・ペシュケ カタリナ・スレボトニク               | 7–5, 7–6(6)         |
| 準優勝 | 9.  | 2010年10月24日 | ルクセンブルク       | ハード (室内) | イベタ・ベネソバ                       | ティメア・バシンスキー タチアナ・ガルビン             | 4–6, 4–6            |
| 優勝   | 11. | 2011年1月14日  | シドニー             | ハード        | イベタ・ベネソバ                       | クベタ・ペシュケ カタリナ・スレボトニク               | 4–6, 6–4, [10–7]    |
| 優勝   | 12. | 2011年3月6日   | モンテレイ           | ハード        | イベタ・ベネソバ                       | アンナ＝レナ・グローネフェルト バニア・キング         | 6–7(8), 6–2, [10–6] |
| 優勝   | 13. | 2011年5月1日   | バルセロナ           | クレー        | イベタ・ベネソバ                       | ナタリー・グランディン ブラディミラ・ウーリロバ       | 5–7, 6–4, [11–9]    |
| 優勝   | 14. | 2011年6月18日  | スヘルトーヘンボス   | 芝            | クララ・ザコパロバ                     | ドミニカ・チブルコバ フラビア・ペンネッタ             | 1–6, 6–4, [10–7]    |
| 優勝   | 15. | 2011年10月25日 | ルクセンブルク       | ハード (室内) | イベタ・ベネソバ                       | ルーシー・ハラデツカ エカテリーナ・マカロワ           | 7–5, 6–3            |
| 優勝   | 16. | 2012年4月29日  | シュトゥットガルト   | クレー        | イベタ・ベネソバ                       | ユリア・ゲルゲス アンナ＝レナ・グローネフェルト       | 6–4, 7–5            |
| 優勝   | 17. | 2012年7月14日  | パレルモ             | クレー        | レナタ・ボラコバ                       | ダリヤ・ユラク カタリン・マロシ                       | 7–6(5), 6–4         |
| 準優勝 | 10. | 2012年10月14日 | リンツ               | ハード (室内) | ユリア・ゲルゲス                       | アンナ＝レナ・グローネフェルト クベタ・ペシュケ       | 3–6, 4–6            |
| 準優勝 | 11. | 2016年1月9日   | オークランド         | ハード        | ダンカ・コビニッチ                     | エリーズ・メルテンス アン＝ソフィー・メスタフ         | 6–2, 3–6, [5–10]    |
| 優勝   | 18. | 2016年6月19日  | バーミンガム         | 芝            | カロリナ・プリスコバ                   | バニア・キング アーラ・クドリャフツェワ               | 6–3, 7–6(1)         |
| 優勝   | 19. | 2016年8月21日  | シンシナティ         | ハード        | サニア・ミルザ                         | マルチナ・ヒンギス ココ・バンダウェイ                 | 7–5, 6–4            |
| 優勝   | 20. | 2016年9月24日  | 東京                 | ハード        | サニア・ミルザ                         | 梁晨 楊釗煊                                           | 6–1, 6–1            |
| 準優勝 | 12. | 2016年10月1日  | 武漢                 | ハード        | サニア・ミルザ                         | ベサニー・マテック＝サンズ ルーシー・サファロバ       | 1–6, 4–6            |
| 準優勝 | 13. | 2017年1月13日  | シドニー             | ハード        | サニア・ミルザ                         | ティメア・バボシュ アナスタシア・パブリュチェンコワ   | 4–6, 4–6            |
| 準優勝 | 14. | 2017年4月2日   | マイアミ             | ハード        | サニア・ミルザ                         | ガブリエラ・ダブロウスキー 徐一幡                     | 4–6, 3–6            |
| 優勝   | 21. | 2018年3月17日  | インディアンウェルズ | ハード        | 謝淑薇                                 | エカテリーナ・マカロワ エレーナ・ベスニナ             | 6–4, 6–4            |
| 準優勝 | 15. | 2017年5月20日  | ローマ               | クレー        | アンドレア・セスティニ・フラバーチコバ | アシュリー・バーティ デミ・シュールス                 | 3–6, 4–6            |
| 優勝   | 22. | 2018年8月25日  | ニューヘイブン       | ハード        | アンドレア・セスティニ・フラバーチコバ | 謝淑薇 ラウラ・シグムント                             | 6–4, 6–7(7), [10–4] |
| 準優勝 | 16. | 2018年9月22日  | 東京                 | ハード (室内) | アンドレア・セスティニ・フラバーチコバ | 加藤未唯 二宮真琴                                     | 4–6, 4–6            |
| 準優勝 | 17. | 2018年9月29日  | 武漢                 | ハード        | アンドレア・セスティニ・フラバーチコバ | エリーズ・メルテンス デミ・シュールス                 | 3–6, 3–6            |
| 優勝   | 23. | 2018年10月6日  | 北京                 | ハード        | アンドレア・セスティニ・フラバーチコバ | ガブリエラ・ダブロウスキー 徐一幡                     | 4–6, 6–4, [10–8]    |

## 4大大会シングルス成績
略語の説明
| W | F | SF | QF | #R | RR | Q# | LQ | A | Z# | PO | G | S | B | NMS | P | NH |

W=優勝, F=準優勝, SF=ベスト4, QF=ベスト8, #R=#回戦敗退, RR=ラウンドロビン敗退, Q#=予選#回戦敗退, LQ=予選敗退, A=大会不参加, Z#=デビスカップ/BJKカップ地域ゾーン, PO=デビスカップ/BJKカッププレーオフ, G=オリンピック金メダル, S=オリンピック銀メダル, B=オリンピック銅メダル, NMS=マスターズシリーズから降格, P=開催延期, NH=開催なし.
| 大会           | 2003 | 2004 | 2005 | 2006 | 2007 | 2008 | 2009 | 2010 | 2011 | 2012 | 2013 | 2014 | 2015 | 2016 | 2017 | 2018 | 2019 | 通算成績 |
| -------------- | ---- | ---- | ---- | ---- | ---- | ---- | ---- | ---- | ---- | ---- | ---- | ---- | ---- | ---- | ---- | ---- | ---- | -------- |
| 全豪オープン   | LQ   | 2R   | 1R   | LQ   | LQ   | LQ   | 1R   | 2R   | 3R   | 2R   | A    | 2R   | 3R   | 4R   | 4R   | 4R   | 1R   | 17–12    |
| 全仏オープン   | A    | 2R   | 1R   | LQ   | LQ   | LQ   | 1R   | 1R   | 1R   | 1R   | 1R   | 1R   | 1R   | 3R   | 2R   | 4R   |      | 7–12     |
| ウィンブルドン | 1R   | 1R   | 2R   | LQ   | 1R   | 3R   | 1R   | 3R   | 2R   | 1R   | 2R   | QF   | 1R   | 3R   | 2R   | 3R   |      | 16–15    |
| 全米オープン   | LQ   | 1R   | 1R   | LQ   | LQ   | 1R   | 2R   | 1R   | 1R   | 1R   | LQ   | 3R   | 3R   | 1R   | 2R   | 3R   |      | 8–12     |